# Cathy Ladman
Cathy Ladman (15 de octubre de 1955) es una comediante en vivo judía estadounidense, actriz y escritora de guiones. 
Apareció en su propio espacio de la serie One Night Stand y ha sido invitada en The Tonight Show en nueve ocasiones. Ya había aparecido en varias películas como Don't Tell Mom the Babysitter's Dead (1991), My Fellow Americans (1996), White Oleander (2002), "What Planet Are You From? (2000)" y Charlie Wilson's War (2007), en la serie de televisión Roseanne, Dr. Katz, Professional Therapist, Caroline in the City y Everybody Loves Raymond.
Ha ganado el American Comedy Award en 1992.
Su comedia, según la describe ella misma es: "self-probing, anxiety-venting vehicle" for "exposing personal neurosis".
Trabaja en un show llamado Does This Show Make Me Look Fat?